# Возняк Тарас Степанович
Тарас Возняк (нар.11 травня 1957) — український культуролог, політолог, головний редактор і засновник Незалежного культурологічного журналу «Ї», генеральний директор Львівської національної галереї мистецтв імені Б. Возницького, лауреат премії імені Василя Стуса (2021)

## Біографія
Тарас Возняк народився після повернення батька з заслання у Магадані, де той перебував з 1945 по 1956 рік. Родина осіла в містечку Брошнів-Осада.
- У 1974—1979 роках навчався у Львівському політехнічному інституті на механіко-технологічному факультеті (зараз Національний університет «Львівська політехніка»).
- У 1980—1984 роках служив офіцером у війську в Ізяславі Хмельницької області. Під час служби займався активною перекладацькою роботою — перекладав філософські твори Едмунда Гуссерля, Романа Інгардена, Габріеля Марселя, Мартіна Гайдеггера, Ганса-Георга Гадамера, Макса Шелера.
- З 1984 року (після демобілізації) Тарас Возняк працював програмістом на Львівському заводі фрезерних верстатів. Після горбачовської відлиги став активістом демократичного руху та співорганізатором першого в Україні страйку на Львівському заводі фрезерних верстатів.

У 80-х роках організував випуск самвидавної культурологічної літератури. Активно перекладав та видавав у самвидаві, зокрема книги польсько-єврейського письменника Бруно Шульца.

### Редактор журналу «Ї»
У 1987 році разом з Миколою Яковиною розробив ідею створення незалежного культурологічного часопису. Назву журналу — «Ї» — при зустрічі у Львові остаточно затвердили патріархи української культури перекладач Григорій Кочур та мовознавець Юрій Шевельов.
У 1989 році вийшло перше число Незалежного культурологічного журналу «Ї», незмінним редактором та видавцем якого є Тарас Возняк. Перші п'ять чисел виготовлялися як фотокопії у Вільнюсі за допомоги литовського національно-демократичного руху «Саюдіс». Потім наклад перевозився до Львова, де брошурувався і поширювався в Україні. Саме тоді до видання журналу долучився редактор самвидавної львівської газети «Поступ» Олександр Кривенко. З 1995 року видання отримало офіційну реєстрацію — його засновниками стали Тарас Возняк, Михайло Москаль та Олександр Пограничний.
Незалежний культурологічний журнал «Ї» має як паперову, так і електронну версію, і давно трансформувався у впливову громадську організацію та т. зв. аналітичний центр. Головні проблеми, які порушує ГО Журнал «Ї» — це проблеми громадянського суспільства, прав людини, міжетнічних відносин, транскордонної співпраці, мультикультуралізму, європейської інтеграції, регіоналізму, глобалізації та антиглобалізаційних рухів, екуменічного діалогу, політичних змін у регіоні.
На базі ГО Журнал «Ї» Тарас Возняк організовує та проводить численні міжнародні, загальноукраїнські та місцеві конференції, зустрічі, круглі столи, дискусії та інші заходи [Архівовано 10 серпня 2010 у Wayback Machine.]. Він є автором ідей та організатором громадських кампаній з промоції культурних надбань Галичини — скульптора XVIII ст. Іоана-Георга Пінзеля, письменника та маляра Бруно Шульца, письменника Зигмунта Гаупта, Збіґнєва Герберта.
За чверть століття своєї діяльності Журнал «Ї» став культовим виданням Львова. Видавничі серії журналу впродовж років реконструюють локальні ідентичності Галичини [Архівовано 28 листопада 2011 у Wayback Machine.], Волині [Архівовано 26 квітня 2012 у Wayback Machine.], Закарпаття [Архівовано 26 квітня 2012 у Wayback Machine.], Буковини. Ряд видань програмно реконструює вже практично неіснуючі польський, єврейський [Архівовано 14 серпня 2011 у Wayback Machine.] та вірменський культурні ландшафти краю — польський [Архівовано 26 квітня 2012 у Wayback Machine.], єврейський [Архівовано 26 серпня 2011 у Wayback Machine.] та вірменський «світи» Галичини. Ціла серія видань присвячена феноменам міст — Львова [Архівовано 26 квітня 2012 у Wayback Machine.], Чернівців [Архівовано 26 квітня 2012 у Wayback Machine.], Івано-Франківська [Архівовано 26 квітня 2012 у Wayback Machine.], Тернополя [Архівовано 26 квітня 2012 у Wayback Machine.], Коломиї [Архівовано 26 квітня 2012 у Wayback Machine.], Жовкви, Стрия, Дрогобича, Бродів.
З ініціативи Тараса Возняка та Олександра Пограничного у 2001 році була також заснована громадська відзнака «Орден за інтелектуальну відвагу», яку дали згоду прийняти Борис Тарасюк, Наталія Яковенко, Мирослав Попович, Емма Андієвська, Роман Віктюк, В'ячеслав Брюховецький, Валентин Сильвестров, Мирослав Маринович, Григорій Грабович, Анджей Нікодемович, Борис Гудзяк, Павло Чучка, Євген Захаров, Роман Петрук, Богдан Осадчук, Леонід Фінберг, Мустафа Джемілєв, Анатолій Гриценко, Ігор Ісіченко, Оксана Пахльовська, Андрій Содомора, Ігор Шевченко, Ярослав Грицак, Александра Гнатюк, Мойсей Фішбейн, Богдан Сорока, Богдан Гаврилишин, Микола Княжицький, Кармелла Цепколенко, Костянтин Сігов, Руслана Лижичко, Владислав Троїцький [Архівовано 4 березня 2016 у Wayback Machine.], Боґуміла Бердиховська, Тіберій Сільваші, Іза Хруслінська, Тарас Прохасько, Оксана Линів, Євген Бистрицький, Павел Смоленський, Йосиф Зісельс, Патріарх Філарет, Тамара Гундорова, Станіслав Росєк, Олександр Ройтбурд, Роман Кісь, Орест Друль, Тарас Компаніченко, Юрій Щербак, Петро Рихло, Андрій Пйонтковський, Влада Ралко, Володимир Будніков, Тімоті Снайдер, Альвідас Нікжентайтіс, Анджей Бетлей, Олег Хома, Роман Шпорлюк.

### Громадська та публіцистична діяльність
У 90-х роках Тарас Возняк почав активно публікувати свої культурологічні есе як в Україні, так і за кордоном. Він є автором більш ніж 500 публікацій в українській та закордонній пресі, постійним автором журналів «Ї», «Сучасність», «Київ», «Філософська і соціологічна думка», «Критика», «Генеза», «Універсум», «Главред», газет «День», «Дзеркало тижня», «Газета по-українськи», «Україна Молода», «Український тиждень», блогу: Українська правда [Архівовано 20 жовтня 2009 у Wayback Machine.]
З часу здобуття Україною незалежності, Тарас Возняк, займаючи різні офіційні посади, постійно займається питаннями міжнародних відносин, транскордонного співробітництва.
Тарас Возняк нагороджений громадською відзнакою «Лицар Галичини» в номінації «Громадський діяч» (2001 р.), відзнакою «20 років Львівської обласної ради народних депутатів першого демократичного скликання» (2010 р.), відзнакою міського голови Львова «Почесний знак Святого Юрія» (2011 р.), Золотим Хрестом Заслуги Республіки Польща (2014 р.), Відзнакою польсько-української фундації імені Ігнація Яна Падеревського (2014 р.), Почесною відзнакою Львівської обласної ради «100-річчя від дня проголошення Західно-Української Народної Республіки» (2018 р.), є лауреатом премії імені Василя Стуса [Архівовано 17 квітня 2021 у Wayback Machine.] (2021), почесною відзнакою Чернівецької обласної державної адміністрації "На славу Буковини" (2021), відзнакою Міністерства культури Литовської Республіки "Несіть своє і вірте" (Apdovanojimas „Nešk savo svoją ir tikėk“) (2023 р.), є лауреатом польсько-литовської премії імені Єжи Гедройця (2023 р.), офіцерським Орденом «За заслуги перед Литвою» (2024 р.), відзнакою "Лицар культури" ("Kultūros Riterius" Trakų istorijos muziejus) (Литва, 2024 р.).
- 1989-дотепер — голова правління ГО Міжнародний центр культурних ініціатив, Львів
- 1989-дотепер — головний редактор ГО Незалежний культурологічний журнал «Ї», Львів
- 1996—1999 — голова видавничої ради Міжнародного фонду Відродження, Київ
- 1998-дотепер — член, пастпрезидент (2015—2016) Ротарі-клубу «Львів-Леополіс», [Архівовано 9 січня 2019 у Wayback Machine.] Львів
- 2002—2004 — голова наглядової ради програми «Схід-Схід: Партнерство без кордонів» Міжнародного фонду Відродження, Київ
- 2000—2004 — член Комітету з Національної премії України імені Тараса Шевченка, Київ
- 2005-дотепер — співзасновник та голова правління Фундації українсько-польської співпраці [Архівовано 6 листопада 2011 у Wayback Machine.] (ПАУСІ), Варшава-Київ
- З 2009—2013 — член правління Міжнародного фонду Відродження, Київ
- З 2012-дотепер — член Українського ПЕН, Київ
- З 2010-дотепер — член Міжнародної ради з охорони пам'яток та історичних місць (ІКОМОС, англ. ICOMOS)
- З 2016-дотепер — генеральний директор Львівської національної галереї ім. Б. Г. Возницького
- З 2017-2019 — член Українсько-польського Форуму при міністрах закордонних справ України та Польщі

### Статті
- Конституційний демонтаж України [Архівовано 28 серпня 2015 у Wayback Machine.] // Українська правда, 26 серпня 2015; 16:03 text [Архівовано 27 серпня 2015 у Wayback Machine.], zaxid.net
- Геополітична «українізація» Турецької республіки [Архівовано 26 травня 2015 у Wayback Machine.] // Геополітичні контексти війни в Україні, бібліотека Ї, 28 квітня 2015